# Даймохк (газета)
Даймо́хк (чечен. Отчизна) — республиканская общественно-политическая газета на чеченском языке, издающаяся в Чеченской Республике. Газета освещает общественно-политические события, происходящие в Чечне, а также публикует материалы по истории и культуре чеченцев.
Газета выходит 2 раза в неделю тиражом 2,5 тыс. экземпляров. В 1970-е годы тираж составлял 17 тыс. экземпляров.

## История
Газета основана 23 апреля 1923 года под названием «Советская автономная Чечня». Основателем газеты был известный чеченский писатель Саидбей Арсанов.
Первым редактором был писатель Саидбей Арсанов. С конца 1925 года редактором стал А. А. Саламов, которого в 1927 году сменил Гисаев Муса. 
Первыми литературными сотрудниками газеты были Сальмурзаев Магомед, Ибрагимов Абаз и Сугаипов Шахаб.
В первый период своего существования газета «Серло» испытывала недостаток в квалифицированных кадрах. Эта проблема решалась путём привлечения к работе в газете наиболее одарённых её активистов — рабочих и сельских корреспондентов, а также  чеченской молодёжи, обучавшийся в техникумах и вузах Грозного, Ростова и Москвы. Активно сотрудничали в газете Хаджалиев Магомед, Эльмурзаев Сераждин, Сириев Сайдулха, Музаев Нурдин, Курумова Бата, Саракаева Марьям и другие.
С 1925 года стала называться «Серло» (чечен. Свет), с 1934 — «Ленинан некъ» (чечен. Ленинский путь), а в 1991 году сменила название на «Даймохк». Выпуск газеты дважды приостанавливался: в 1944—1957 годах из-за депортации чеченцев и в 1990-х — начале 2000-х из-за первой и второй чеченских войн.